# Hans-Arwed Weidenmüller
Hans-Arwed Weidenmüller (* 26. Juli 1933 in Dresden) ist ein deutscher Theoretischer Physiker, der sich vor allem mit Kernphysik beschäftigte.

## Leben und Werk
Weidenmüller studierte in Bonn und von 1956 bis 1957 in Heidelberg bei J. Hans D. Jensen, bei dem er über Strippingreaktionen promovierte, bei denen das Kern-Projektil Nukleonen an den Targetkern verliert. Er war ab 1963 Professor für theoretische Physik an der Universität Heidelberg. Ab 1968 arbeitete er auch am Max-Planck-Institut für Kernphysik, von 1972 bis zu seiner Emeritierung 2001 als Direktor.
Weidenmüller ist vor allem für seine Arbeiten in der Theorie der Kernreaktionen bekannt. Er untersuchte Kernreaktionen im Schalenmodell unter Einschluss von Kontinuumszuständen und entwickelte eine mikroskopische statistische Theorie von Kernreaktionen, die als Transporttheorie Anwendungen auf die Interpretation der Stoßexperimente mit schweren Ionen hatte sowie auf hochangeregte Compoundkerne. Er untersuchte auch chaotische Dynamik in Atomkernen und Kernreaktionen (sowie Bose-Einstein-Kondensate) mit Hilfe der Methode der Zufallsmatrizen.

## Auszeichnungen und Preise
Weidenmüller ist Ehrendoktor des Weizmann Institute of Science in Rechowot in Israel (1991) und der Universität Rostock (2000). Ebenso ist er Mitglied der Akademie der Naturforscher Leopoldina (seit 1997) und der Heidelberger Akademie der Wissenschaften (seit 1974). 1972 wurde er Fellow der American Physical Society.
- 1982 – Max-Planck-Medaille[4]
- 1995 – Humboldt / South Africa Award der University of Johannesburg

## Schriften (Auswahl)

### Fachartikel
- H J Mang, H A Weidenmuller: Shell-Model Theory of the Nucleus. In: Annual Review of Nuclear Science. Band 18, Nr. 1, Dezember 1968, S. 1–26, doi:10.1146/annurev.ns.18.120168.000245 (englisch).
- Hans A. Weidenmüller: Transport theories of heavy-ion reactions. In: Progress in Particle and Nuclear Physics. Band 3, Januar 1980, S. 49–126, doi:10.1016/0146-6410(80)90030-7, arxiv:cond-mat/9707301.
- Hans A. Weidenmüller: Dynamisches und chaotisches Verhalten von Atomkernen. In: Physik Journal. Band 38, Nr. 7, Juli 1982, S. 176–181, doi:10.1002/phbl.19820380706.
- Hans A. Weidenmüller, Zhang Jing-Shang: Nuclear fission viewed as a diffusion process: Case of very large friction. In: Physical Review C. Band 29, Nr. 3, 1. März 1984, S. 879–884, doi:10.1103/PhysRevC.29.879.
- J.J.M. Verbaarschot, H.A. Weidenmüller, M.R. Zirnbauer: Grassmann integration in stochastic quantum physics: The case of compound-nucleus scattering. In: Physics Reports. Band 129, Nr. 6, Dezember 1985, S. 367–438, doi:10.1016/0370-1573(85)90070-5.
- Thomas Guhr, Axel Müller–Groeling, Hans A. Weidenmüller: Random-matrix theories in quantum physics: common concepts. In: Physics Reports. Band 299, Nr. 4–6, Juni 1998, S. 189–425, doi:10.1016/S0370-1573(97)00088-4.
- H. A. Weidenmüller: Chaos in Atomkernen. Band 3, Nr. 3, 2004 (pro-physik.de).
- T. Papenbrock, H. A. Weidenmüller: Colloquium: Random matrices and chaos in nuclear spectra. In: Reviews of Modern Physics. Band 79, Nr. 3, 8. August 2007, S. 997–1013, doi:10.1103/RevModPhys.79.997, arxiv:nucl-th/0701092.
- Immo Appenzeller, Hans A. Weidenmüller u. a.: Heidelberger Physiker berichten: Rückblicke auf Forschung in der Physik und Astronomie. heiBOOKS, 2018, Physikprofessor in Heidelberg. Persönliche Reminiszenzen, doi:10.11588/HEIBOOKS.236.

### Fachbücher
- Claude Mahaux, Hans A. Weidenmüller: Shell-model approach to nuclear reactions. North-Holland Publishing Company, Amsterdam ; London 1969 (archive.org).

- Wolfgang Nörenberg, Hans A. Weidenmüller: Introduction to the Theory of Heavy-Ion Collisions (= J. Ehlers, K. Hepp, H. A. Weidenmüller, J. Zittartz, W. Beiglböck [Hrsg.]: Lecture Notes in Physics. Band 51). Springer Berlin Heidelberg, Berlin, Heidelberg 1976, ISBN 978-3-540-09753-2, doi:10.1007/978-3-540-38271-3.